# Tokotrienol
Tokotrienoli su članovi familije vitamia E, koji je esencijalan za telo. Vitamin E se sastoji od čeriri tokoferola (alfa, beta, gama, delta) i četiri tokotrienola (alfa, beta, gama, delta). Male razlike između tokotrienola i tokoferola leže u nezasićenom bočnom lancu. Te farnezil izoprenoidne strukture sadrže tri dvostruke veze. Tokotrienoli se prirodno javljaju u biljnim uljima, pšeničnim klicama, ječmu, sorenoji, i pojedinim tipovima oraha i žitarica. Ova varijanta vitamina E se tipično javlja samo u malim količinama u prirodi.

## Literatura
- Packer, Lester; Fuchs, Jürgen (1993). Vitamin E in health and disease. CRC Press. стр. 3. ISBN 978-0-8247-8692-2.

## Spoljašnje veze
- [http://ods.od.nih.gov/FACTSHEETS/VITAMINE.ASP
- Tocotrienols на 
- Watson, Ronald R.; Preedy, Victor R., ур. (2008). Tocotrienols: Vitamin E beyond Tocopherols. Boca Raton: CRC Press. ISBN 978-1-4200-8037-7.